# Сент-Анастази-сюр-Исоль
Сент-Анастази-сюр-Исоль (фр. Sainte-Anastasie-sur-Issole) — коммуна на юго-востоке Франции в регионе Прованс — Альпы — Лазурный берег, департамент Вар, округ Бриньоль, кантон Гареу.

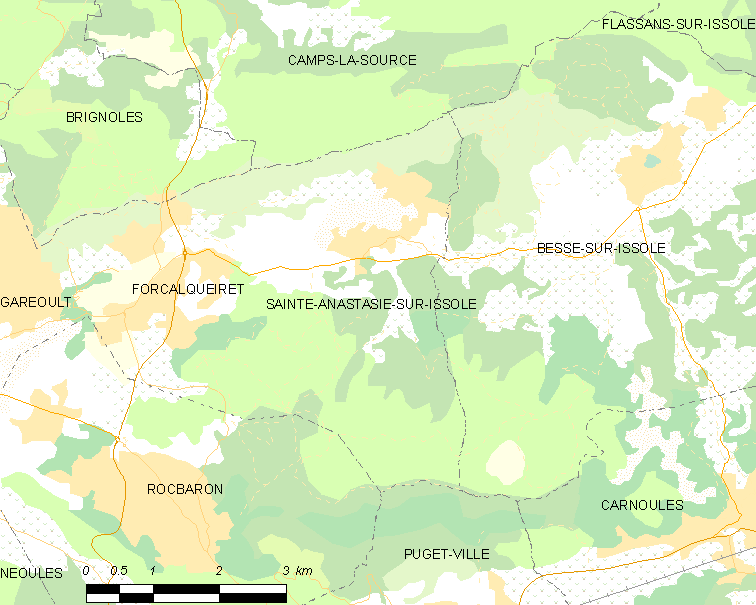
На карте

Площадь коммуны — 10,71 км², население — 1775 человек (2006) с выраженной тенденцией к росту: 1882 человека (2012), плотность населения — 176,0 чел/км².

## Население
Население коммуны в 2011 году составляло — 1902 человека, а в 2012 году — 1882 человека.
| 1962 | 1968 | 1975 | 1982 | 1990 | 1999 | 2006 | 2008 | 2011 | 2012 |
| ---- | ---- | ---- | ---- | ---- | ---- | ---- | ---- | ---- | ---- |
| 309  | 318  | 313  | 754  | 1205 | 1532 | 1775 | 1844 | 1902 | 1882 |

Динамика населения:

## Экономика
В 2010 году из 1191 человек трудоспособного возраста (от 15 до 64 лет) 800 были экономически активными, 391 — неактивными (показатель активности 67,2 %, в 1999 году — 58,6 %). Из 800 активных трудоспособных жителей работали 713 человек (401 мужчина и 312 женщин), 87 числились безработными (29 мужчин и 58 женщин). Среди 391 трудоспособных неактивных граждан 81 были учениками либо студентами, 158 — пенсионерами, а ещё 152 — были неактивны в силу других причин.
На протяжении 2010 года в коммуне числилось 772 облагаемых налогом домохозяйства, в которых проживало 1928,0 человек. При этом медиана доходов составила 19 245,5 евро на одного налогоплательщика.

## Достопримечательности (фотогалерея)

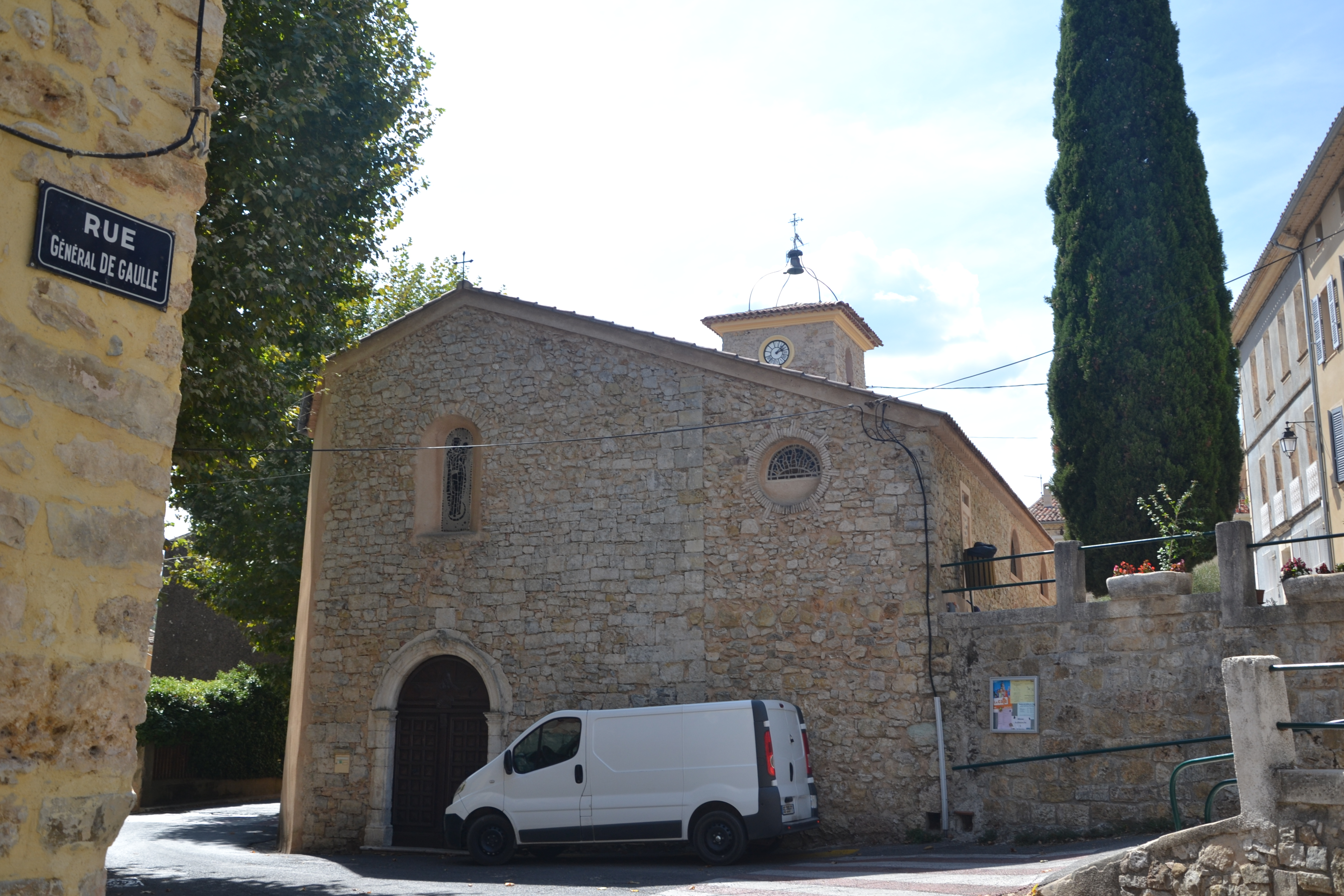
Церковь
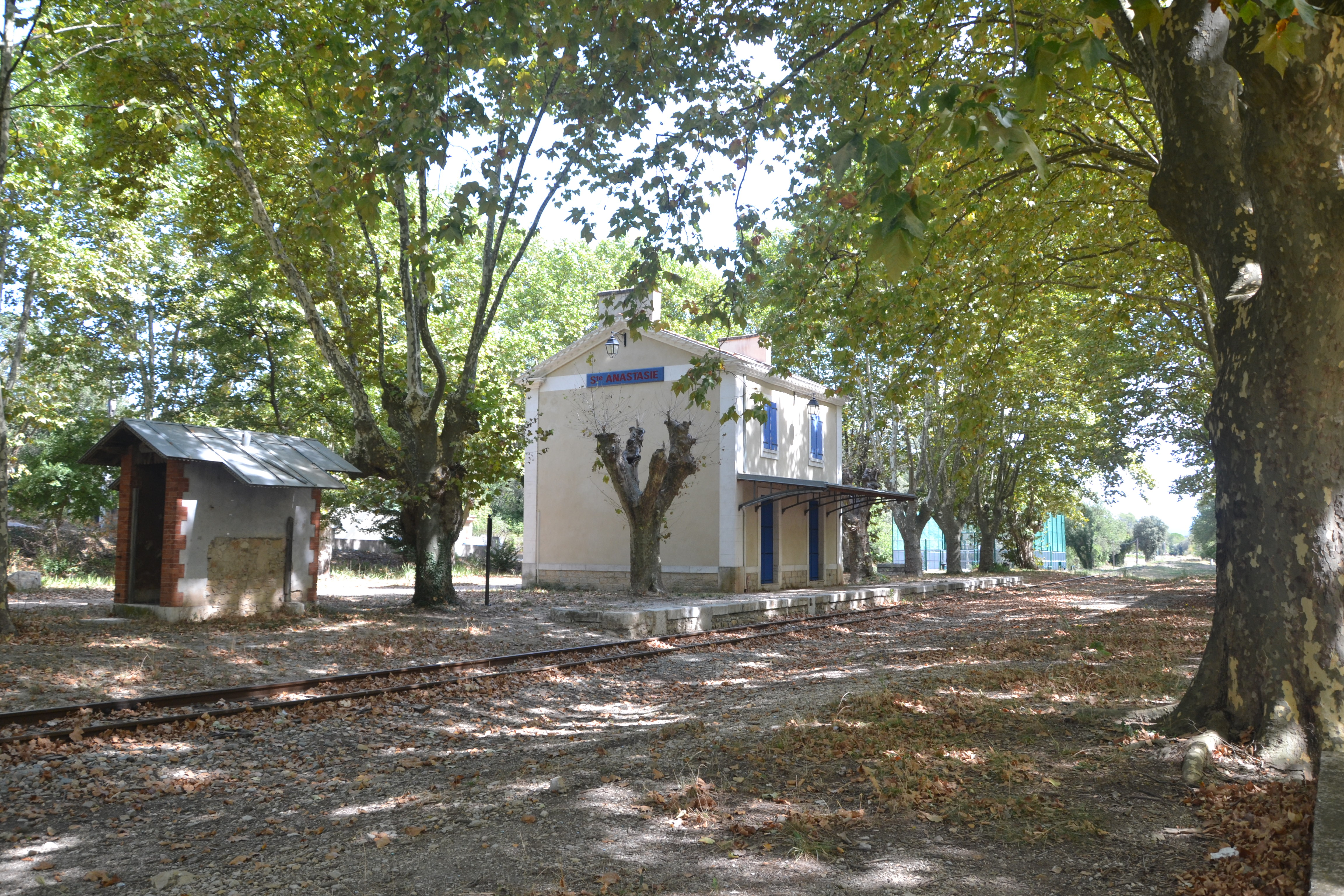
Железнодорожная станция